# Filippo Vitali
Filippo Vitali, né à Florence vers 1590 et mort à Florence en 1653, est un compositeur et chanteur italien de la période baroque.